# الیزابتا دی ساسو روفو
دونا الیزابتا فابریتزیوونا، دوک ساسو-روفو، شاهزاده سنت آنتیمو (۲۶ دسامبر ۱۸۸۶–۲۹ اکتبر ۱۹۴۰)، که پس از ازدواجش با عنوان پرنسس اندرو روسیه یا پرنسس آندری رومانوفسکی شناخته می‌شد، یک اشراف‌زاده روس بود. او دختر اشراف‌زاده تبعیدی ایتالیایی، فرابریتزیو روفو، دوک ساسو-روفو و اشراف‌زاده روس، پرنسس ناتالیا الکساندرونا مسچرسکایا بود. او ابتدا با افسر نظامی امپراتوری روسیه، سرلشکر الکساندرویچ فریدریچی، و سپس با شاهزاده آندری الکساندروویچ روسیه ازدواج کرد. ازدواج او با شاهزاده آندری، آخرین ازدواج سلطنتی بود که تا سال ۲۰۲۱ در روسیه برگزار شد. در طول ازدواج دومش، او پس از انقلاب روسیه با کشتی اچ‌ام‌اس مارلبورو از روسیه گریخت و به عنوان یک مهاجر سفیدپوست در فرانسه و بریتانیا زندگی کرد. الیزابتا در سال ۱۹۴۰ در جریان حمله هوایی آلمان به کاخ همپتون کورت کشته شد.

## اوایل زندگی و خانواده
الیزابتا در سال ۱۸۸۶ در خارکف از دون فابریزیو روفو، دوک ساسو-روفو (۱۸۴۶–۱۹۱۱) و همسرش، پرنسس ناتالیا الکساندرونا مسچرسکایا (۱۸۴۹–۱۹۱۰) متولد شد. پدرش، عضو خاندان روفو، یکی از قدیمی‌ترین خانواده‌های اشرافی نئوپولیتن، پس از اتحاد ایتالیا تبعید شد. مادرش، یک اشراف‌زاده روس، عضو خاندان مشچرسکی، از خاندان استروگانوف بود و نسبت بسیار دوری با خانواده امپراتوری روسیه داشت. او که از نظر فنی عضوی از اشراف ایتالیایی بود، در روسیه و در میان اشراف روس بزرگ شد.

## ازدواج‌ها
در سال ۱۹۰۷، الیزابتا با سرلشکر الکساندرویچ فریدریچی در تزارسکویه سلو ازدواج کرد. او از همسر اولش صاحب دختری به نام الیزابت الکساندرونا فریدریچی شد. الیزابتا و فریدریچی در سال ۱۹۱۶ از هم جدا شدند.
بعداً در سال ۱۹۱۶، الیزابتا با شاهزاده آندری الکساندروویچ روسیه، یکی از اعضای خانواده امپراتوری روسیه، در سن پترزبورگ ملاقات کرد. شاهزاده آندری پسر دوک بزرگ الکساندر میخائیلوویچ و دوشس بزرگ زنیا الکساندرونا و نوه امپراتور الکساندر سوم بود. مدت کوتاهی پس از ملاقات آنها، سلطنت روسیه در انقلاب فوریه سرنگون شد. شاهزاده آندری به همراه خانواده‌اش به آی-تودور، ملک پدرش در کریمه، نقل مکان کرد. در این مدت، الیزابتا و شاهزاده آندری رابطه‌ای را آغاز کردند. الیزابتا باردار شد که منجر به ازدواج این زوج در ۱۲ ژوئن ۱۹۱۸ در کلیسای کوچک خانواده رومانوف در آی-تودور با حضور خانواده شاهزاده آندری، از جمله ملکه ماریا فئودورونا، شد. عروسی آنها آخرین عروسی سلطنتی بود که تا زمان عروسی دوک بزرگ جورج میخائیلوویچ روسیه و ربکا بتارینی در سال ۲۰۲۱ در روسیه برگزار شد.

## انقلاب روسیه و تبعید
در طول دوران عروسی، شوهر الیزابتا نمی‌توانست با عمویش، امپراتور نیکلاس دوم، که در عمارت فرمانداری در توبولسک در حصر خانگی بود، تماس بگیرد. یک ماه پس از ازدواج او و شاهزاده آندری، امپراتور و ملکه و فرزندانشان توسط بلشویک‌ها به قتل رسیدند.
پس از انقلاب اکتبر، خانواده الیزابتا مدتی در دولبر، کاخی در کریمه که متعلق به دوک بزرگ پیتر نیکولاویچ روسیه بود، زندانی شدند. آنها توسط نیروهای آلمانی آزاد شدند و در دسامبر ۱۹۱۸، الیزابتا و همسرش با کشتی نیروی دریایی سلطنتی بریتانیا اچ‌ام‌اس مارلبرو (۱۹۱۲) از روسیه گریختند. آنها برای شرکت در کنفرانس صلح پاریس به فرانسه رفتند، جایی که شوهر و پدر شوهرش برای جلب حمایت از ارتش سفید در اروپای غربی به آنجا رفتند.
این خانواده سال‌های اول تبعید خود را در فرانسه گذراندند و در ریویرای فرانسه، خانه عمه شاهزاده آندری، دوشس بزرگ آناستازیا میخائیلوونا، زندگی می‌کردند.
الیزابتا و پرنس آندری سه فرزند داشتند که دو فرزند بزرگتر در فرانسه و کوچک‌ترین آنها در لندن به دنیا آمدند.
- پرنسس زنیا آندریونا (۱۹۱۹–۲۰۰۰) متولد ۱۹۴۵ با کالهون آنکروم (۱۹۱۵–۱۹۹۰)؛ آنها در سال ۱۹۵۴ طلاق گرفتند. متولد ۲ ۱۹۵۸ با جفری توث (۱۹۰۸–۱۹۹۸). او از هیچ‌یک از ازدواج‌هایش فرزندی نداشت.
- شاهزاده مایکل آندریویچ (۱۹۲۰–۲۰۰۸) متولد ۱۹۵۳، جیل مورفی (۱۹۲۱–۲۰۰۶)؛ آنها در سال ۱۹۵۳ طلاق گرفتند. متولد ۲ ۱۹۵۴، شرلی کراموند (۱۹۱۶–۱۹۸۳). متولد ۳ ۱۹۹۳، جولیا کرسپی (متولد ۱۹۳۰). مایکل از هیچ‌یک از ازدواج‌هایش فرزندی نداشت.
- شاهزاده اندرو آندریویچ (۱۹۲۳–۲۰۲۱) متولد ۱ دسامبر ۱۹۵۱ النا دورنوا (۱۹۲۷–۱۹۹۲). آنها قبل از طلاق در سال ۱۹۵۹ صاحب یک پسر شدند. متولد ۲ دسامبر ۱۹۶۱ کاتلین نوریس (۱۹۳۵–۱۹۶۷). آنها دو فرزند داشتند. متولد ۳ دسامبر ۱۹۸۷ اینز استورر (متولد ۱۹۳۳). از ۳۱ دسامبر ۲۰۱۶ تا ۲۸ نوامبر ۲۰۲۱، برخی از نوادگان امپراتور نیکلاس اول او را به عنوان رئیس خانواده رومانوف به رسمیت شناختند.

الیزابتا در دوران زندگی در خارج از روسیه به سرطان مبتلا شد که او را بسیار ضعیف کرد.
خانواده پول زیادی نداشتند و از آنجایی که شاهزاده آندری نمی‌توانست شغل ثابتی پیدا کند، بیشتر به کمک‌های مالی اعضای ثروتمند خانواده در خارج از روسیه وابسته بودند. آنها سرانجام در انگلستان ساکن شدند؛ ابتدا در فراگمور و بعداً در وایلدرنس هاوس، اقامتگاهی مورد لطف و عنایت در محوطه کاخ همپتون کورت که توسط جورج ششم به مادر شاهزاده آندری اجاره داده شده بود.

## مرگ
در ۲۹ اکتبر ۱۹۴۰، در طول جنگ جهانی دوم، الیزابتا در خانه وایلدرنس بود که یک حمله هوایی آلمان رخ داد. در طول حمله، بمبی در نزدیکی خانه انداخته شد که باعث خرد شدن پنجره‌ها و ریزش تیرهای سقف شد. الیزابتا بر اثر جراحات ناشی از انفجار درگذشت. پس از مرگ او، همسر و فرزندانش برای اقامت به خانه کریگ گوان در نزدیکی قلعه بالمورال رفتند.

## آثار مورد استناد
- پرنسس اولگا رومانوف. پدرم و خانواده‌اش. فصلنامه سلطنتی دایجست. ۲۰۰۷ شماره ۱.
- ون در کیست، جان و هال، کورین. زمانی یک دوشس بزرگ: زنیا، خواهر نیکلاس دوم . انتشارات ساتون، ۲۰۰۲.
- ویلیس، دانیل. رومانوف‌ها در قرن بیست و یکم: یک زندگینامه شجره‌نامه‌ای. VDM, 2009. شابک ۹۷۸-۳-۶۳۹-۱۷۴۸۰-۹.
- ویلیس، دانیل. رومانوف‌ها در قرن بیست و یکم: یک زندگینامه شجره‌نامه‌ای. VDM, 2009. شابک ۹۷۸-۳-۶۳۹-۱۷۴۸۰-۹.